# 鷲山恭平
鷲山 恭平（わしやま きょうへい、1872年11月24日 - 1957年2月15日）は、日本の篤農家、実業家、政治家。
嶺向報徳社社長（初代）、掛川信用組合組合長、大日本報徳社副社長、静岡県小笠郡土方村長などを歴任した。

## 概要
浜松県出身の篤農家である。報徳運動や農村復興運動を推進し、嶺向報徳社の初代社長を経て、大日本報徳社の副社長となった。また、日本国内最古の信用金庫として知られる島田掛川信用金庫の源流である掛川信用組合の経営にも携わった。政治家としても活動しており、故郷である土方村で村長を務めた。

## 来歴

### 生い立ち
1872年11月24日、浜松県城東郡嶺向村にて生まれた。上京して東京法学院に入学し、英語法律学科にて学んだ。その後、東京法学院の全科を卒業した。
生家である鷲山家は豪農であったが、資金の調達などで悩んでおり、それを契機として岡田良一郎の下で報徳思想を学ぶようになった。岡田は富田高慶、斎藤高行、福住正兄とともに二宮尊徳の四大門人と称されており、遠江国報徳社の社長を務めるなど、報徳運動や農村復興運動の推進に力を注いでいた。岡田に感化され、鷲山も報徳運動や農村復興運動の推進に身を投じることになった。

### 篤農家として

1936年7月22日に小田原町第一尋常高等小学校にて開催された鷲山の講演「報德と町村經營」の講演録

明治期の大日本帝国では地方公共団体の合併が推進されており、のちに「明治の大合併」と呼ばれるほどであった。鷲山の故郷である嶺向村も近隣の村と合併を繰り返しており、上土方村を経て土方村となっていた。また、嶺向村が属していた城東郡も、佐野郡と合併し小笠郡となっていた。こうして誕生した静岡県小笠郡土方村において、鷲山は1903年1月に嶺向報徳社を設立すると、その社長に就任した。以来、旧嶺向村を中心に、土方村で報徳や農村復興に向けた活動を続けた。一方で、他の地域での報徳や農村復興の啓蒙活動にも積極的に取り組み、地域や職域での報徳社結成を支援していた。こうした活動により、やがて鷲山は山崎常盤や西郷藤八とともに小笠郡を代表する報徳思想家として知られるようになった。
報徳運動の全国組織である大日本報徳社においても、1933年2月26日から亡くなるまで理事を務めた。さらに、1945年2月27日には大日本報徳社の副社長に就任し、1948年2月25日まで務めた。そのほか、1937年8月9日には大日本振興報徳会の顧問に就任し、1946年9月4日には報徳連合会の理事に就任するなど、関連組織の役職を多数務めた。なお、岡田良一郎が創設した勧業資金積立組合を起源とする掛川信用組合の経営にも携わることになり、1935年2月には組合長に就任している。
また、静岡県小笠郡土方村の村民からも信頼を置かれるようになり、晩年には村長に選出されることになった。その後、土方村は佐束村と合併することになり、1955年に城東村が新設された。1957年、静岡県小笠郡城東村にて死去した。

## 人物
図書館の設置
鷲山の業績を讃えるため、土方村の村民有志が記念碑の建立を計画した。しかし、その計画を知った鷲山は「そんなことに金を使うより、文化的な仕事をしたらどうか」と逆提案するとともに、鷲山家の蔵書1万冊を村に寄贈したうえで図書館の新設を提言した。寄贈された書籍を基にして、1954年に鷲山恭平翁記念図書館が新設された。
報徳運動
佐々井信太郎や角替九郞平とともに土方村の各地を巡回し、座談会などを通じて報徳思想の啓蒙に努めていた。しかし、時には村民から反発を受けることもあった。佐々井、角替とともに自転車で巡回指導にあたっていたが、待ち伏せしていた若者により走行中の自転車の前輪に青竹を突っ込まれて転倒させられたこともあったという。
著作物
報徳思想に関する著作物を多数遺している。単著としては、報徳運動に参画した篤農家の安居院義道の伝記を著している。また、大日本報徳社の機関誌である『報徳』にも、多数の論考を発表している。

## 家族・親族

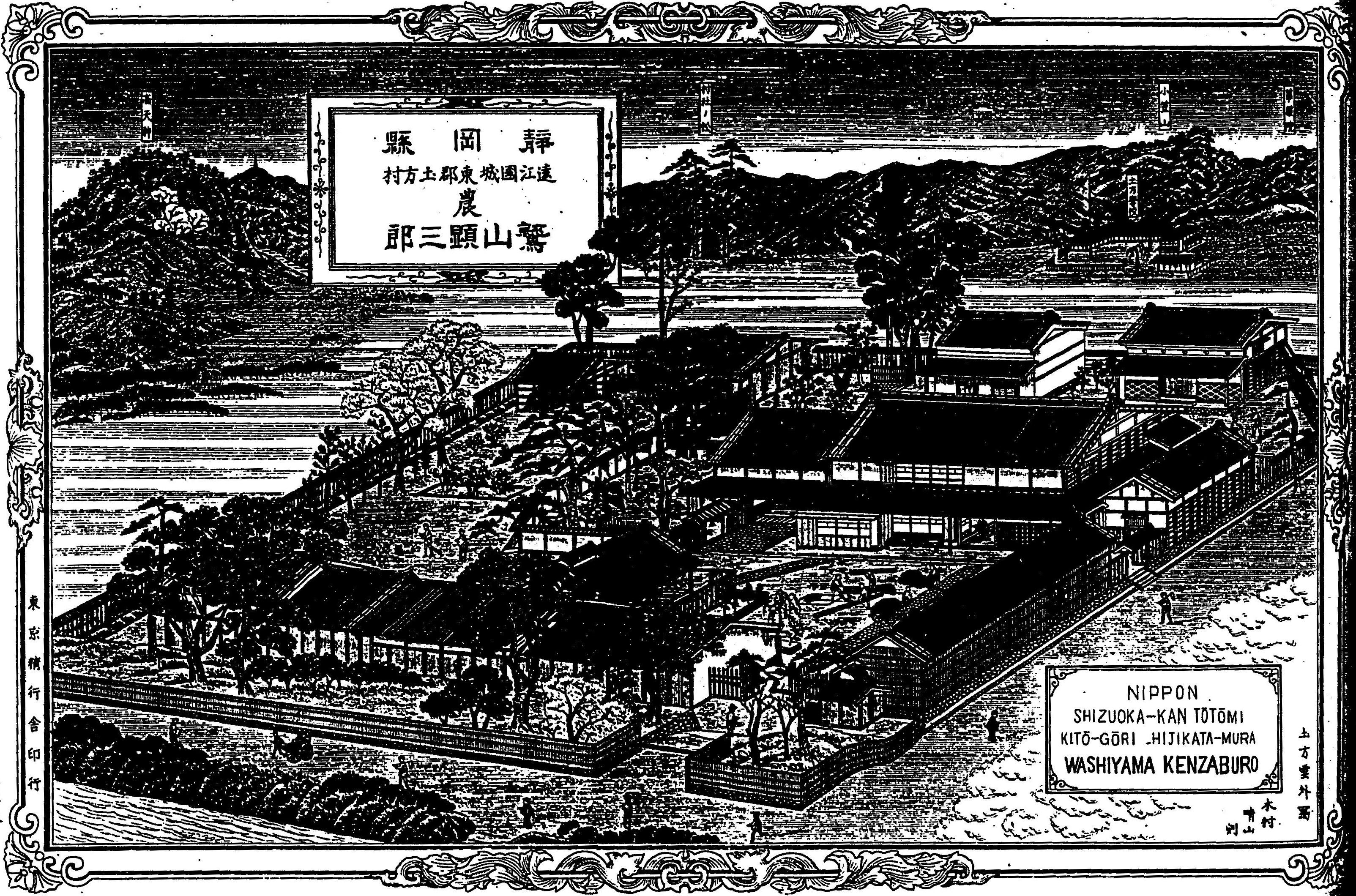
『日本博覧圖――靜岡縣』に掲載された鷲山邸の全景

静岡県掛川市の鷲山家は思想家や医師など多様な人材を輩出している。
鷲山恭平の父である鷲山顕三郎は庄屋を務めた。恭平の没後、鷲山家では鷲山淑夫が嶺向報徳社の活動に携わった。さらに、恭平の孫であり、かつ、淑夫の息子である鷲山恭彦は文学者となり、東京学芸大学学長や大日本報徳社社長などを歴任した。また、鷲山家はかつて「かごのはな」という屋号で酒造業を営んでいた。かごのはなの銘柄「花の香」は、恭彦らの依頼により土井酒造場が復元して発売している。
また、分家筋にあたる鷲山養齋も、報徳思想を広めるとともに医師として活動していた。本家である恭平の鷲山家がかつて酒造業を営んでいたのに対し、分家である養齋の鷲山家はもともと醤油醸造業を営んでいた。しかし、医師である養齋を養嗣子として他家から迎えたのを機に、醸造業を廃業して医業を家業とした。養齋の娘にあたる吉岡彌生は、東京女子医科大学の設立者として知られており、吉岡家は現在も東京女子医科大学を運営する学校法人に携わっている。

## 系譜
|            |            |            |            |            |            |  |  |          |          |          |          |          |          |  |  |          |          |          |          |          |          |  |  |          |          |          |          |          |          |  |  |
| 鷲山顕三郎 | 鷲山顕三郎 | 鷲山顕三郎 | 鷲山顕三郎 | 鷲山顕三郎 | 鷲山顕三郎 |  |  | 鷲山恭平 | 鷲山恭平 | 鷲山恭平 | 鷲山恭平 | 鷲山恭平 | 鷲山恭平 |  |  | 恭平の子 | 恭平の子 | 恭平の子 | 恭平の子 | 恭平の子 | 恭平の子 |  |  | 鷲山恭彦 | 鷲山恭彦 | 鷲山恭彦 | 鷲山恭彦 | 鷲山恭彦 | 鷲山恭彦 |  |  |
| 鷲山顕三郎 | 鷲山顕三郎 | 鷲山顕三郎 | 鷲山顕三郎 | 鷲山顕三郎 | 鷲山顕三郎 |  |  | 鷲山恭平 | 鷲山恭平 | 鷲山恭平 | 鷲山恭平 | 鷲山恭平 | 鷲山恭平 |  |  | 恭平の子 | 恭平の子 | 恭平の子 | 恭平の子 | 恭平の子 | 恭平の子 |  |  | 鷲山恭彦 | 鷲山恭彦 | 鷲山恭彦 | 鷲山恭彦 | 鷲山恭彦 | 鷲山恭彦 |  |  |
|            |            |            |            |            |            |  |  |          |          |          |          |          |          |  |  |          |          |          |          |          |          |  |  |          |          |          |          |          |          |  |  |

## 略歴
- 1872年 - 浜松県城東郡嶺向村にて誕生。
- 1903年 - 嶺向報徳社社長[2]。
- 1933年 - 大日本報徳社理事[4]。
- 1935年 - 掛川信用組合組合長[4]。
- 1937年 - 大日本振興報徳会顧問[4]。
- 1945年 - 大日本報徳社副社長[4]。
- 1946年 - 報徳連合会理事[4]。
- 1957年 - 静岡県小笠郡城東村にて死去。

## 著作

### 単著
- 鷲山恭平著『報徳開拓者――安居院義道』大日本報徳社、1953年。

### 編纂
- 鷲山恭平編『創立六十年誌』掛川信用組合、1940年。

### 寄稿、分担執筆、等
- 鈴木一夫ほか編『鈴木良平小伝』鈴木登、1936年。
- 小田原報徳顕彰会編『二宮尊徳翁生誕百五十年記念講習会講演集』小田原報徳顕彰会、1937年。
- 『静岡県史蹟名勝天然紀念物調査報告』復刻版、1巻、静岡県図書館協会、1978年。
- 『静岡県史蹟名勝天然紀念物調査報告』復刻版、2巻、静岡県図書館協会、1978年。
- 『静岡県史蹟名勝天然紀念物調査報告』復刻版、3巻、静岡県図書館協会、1978年。

### 註釈
1. ↑  浜松県城東郡嶺向村は、のちの静岡県掛川市に該当する。
2. ↑  東京法学院は、のちに中央大学の源流の一つとなった。
3. ↑  静岡県小笠郡土方村は、のちの静岡県掛川市に該当する。
4. ↑  掛川信用組合は、のちに掛川信用金庫の源流の一つとなった。
5. ↑  静岡県小笠郡城東村は、のちの静岡県掛川市に該当する。
6. ↑  共通語では「本家」（ほんけ）と称するが、遠州弁では「本家」（ホンヤ）と称することが多い。
7. ↑  共通語では「分家」（ぶんけ）と称するが、遠州弁では「新家」（シンヤ）と称することが多い。

## 関連人物
- 安居院義道
- 浅田有信
- 岡田良一郎
- 斎藤高行
- 二宮尊徳
- 山崎金一